# 安芸町 (高知県)
安芸町（あきちょう）は、高知県安芸郡にあった町。現在の安芸市の中心部にあたる。本項では町制前の名称である安芸村（あきむら）についても述べる。

## 地理
- 海洋：土佐湾
- 山岳：妙見山
- 河川：安芸川、帯谷川、穴内川

## 歴史
- 1889年（明治22年）4月1日 - 町村制の施行により、安芸村および井ノ口村の一部（小村黒鳥村）の区域をもって安芸村が発足。
- 1895年（明治28年）11月21日 - 安芸村が町制施行して安芸町となる。
- 1943年（昭和18年）10月1日 - 穴内村を編入。
- 1950年（昭和25年）3月24日 - 町内に昭和天皇の戦後巡幸があり、高知県立安芸高等学校に安芸町奉迎場が設けられた[1]。
- 1954年（昭和29年）8月1日 - 伊尾木村・川北村・東川村・畑山村・井ノ口村・土居村・赤野村と合併して安芸市が発足。同日安芸町廃止。

## 交通

### 鉄道路線
- 土佐電気鉄道
  - 安芸線
    - 安芸駅

現在は旧町域に土佐くろしお鉄道阿佐線の球場前駅・安芸駅が所在するが、当時は未開業。